# How Do You Sleep? (John Lennon)
How Do You Sleep? è un brano musicale scritto ed interpretato da John Lennon, l'ottava canzone contenuta nell'album Imagine pubblicato nel 1971.

## Il brano
La canzone è un violento attacco all'ex socio e amico Paul McCartney. Registrata tra il giugno e il luglio del 1971, fu a quanto pare ispirata a Lennon da una intervista di McCartney, che si accollava il merito della realizzazione di Sgt. Pepper's Lonely Hearts Club Band, il famoso album dei Beatles del 1967 e da alcuni riferimenti a lui stesso e a Yōko Ono che Lennon era convinto si celassero tra i testi dell'album di McCartney Ram, uscito quattro mesi prima. In particolare ad infastidire Lennon erano state una foto sulla copertina dell'album di una coppia di scarafaggi colti nell'atto di accoppiarsi, Paul che apriva il disco con le parole: «Piss off, Yeah» ("Levati dalle palle, dai"), le strofe della canzone Too Many People che dicono: «Too many people going underground» ("Troppa gente sta andando sottoterra", ma anche nel senso di "troppe persone che si atteggiano a far gli alternativi"), che John riteneva fosse indirizzata alla carriera di artista underground da lui intrapresa insieme a Yoko, e «That was your first mistake, you took your lucky break and broke it in two» ("Questo è stato il tuo errore principale, hai rotto il tuo colpo di fortuna"), un possibile cenno allo scioglimento dei Beatles e infine il mezzo riferimento nel brano 3 Legs, a un amico che lo avrebbe abbandonato: «I thought you was my friend / When I thought I could call you my friend...» ("Pensavo che fossi un mio amico / Quando pensavo di poterti chiamare amico, mi hai abbandonato lasciandomi allo sbaraglio"). Lennon quindi scrisse in risposta How Do You Sleep? ("Come dormi?"). La canzone inizia con i brusii tipici di Sgt. Pepper's e subito parte il canto polemico di Lennon.

### Registrazione
Lennon registrò How Do You Sleep? il 26 maggio 1971 agli Ascot Sound Studios, durante le sessioni dell'album Imagine. La sovraincisione della sezione archi ebbe luogo il 4 luglio 1971 ai Record Plant di New York. La canzone include una parte di slide guitar suonata da George Harrison. Oltre alle parti di Lennon alla chitarra ritmica e alla voce solista, la traccia include anche i contributi di Klaus Voormann al basso, di Alan White alla batteria, di Ted Turner, Rod Linton e Andy Davis alle chitarre acustiche, e parti di pianoforte aggiuntive suonate da Nicky Hopkins e John Tout.

### Testo

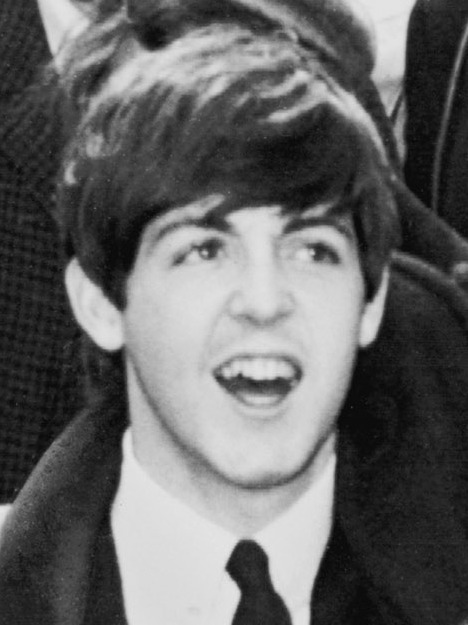
Paul McCartney nel 1964.

era meglio chiedere consiglio a tua madre - (come Paul fece nella canzone Let It Be, in cui chiedeva consiglio alla defunta madre Mary)

quei matti avevano ragione quando dicevano che eri morto - (vedi la leggenda metropolitana di Paul is dead)

il solo errore che hai fatto era nella tua testa - (riferimento ai versi della canzone Too Many People sull'album Ram di McCartney)

come dormi? come dormi la notte?

Vivi con sempliciotti borghesi che ti dicono che sei il re - (la corte di persone adoranti di cui amava circondarsi Paul secondo Lennon)

ma corri quando mamma ti dice qualcosa - (polemico il riferimento a Linda McCartney)

la sola cosa che hai fatto è stata "yesterday" - (la canzone dei Beatles, doppio senso in quanto "yesterday" significa "ieri")

e da allora è stato solo "Another day" - (il primo singolo da solista di McCartney. "Another day" significa "un altro giorno")

Come dormi? Come dormi la notte?

Una faccia carina può durare un anno o due - (il bel volto di McCartney)

ma presto si accorgeranno di cosa sei capace

il tuo suono è musica banale per le mie orecchie - ("muzak" è la musica di sottofondo in supermercati, ascensori, ecc... )

eppure avresti dovuto imparare qualcosa in tutti questi anni

Come dormi? Come dormi la notte?»
(John Lennon, How do you sleep?)
John Lennon affermò in seguito che il verso «jump when your momma tells you anything» (corri quando mamma ti dice qualcosa) poteva benissimo anche essere applicato alla sua relazione con Yōko Ono.

Alla composizione del testo, contribuirono anche la stessa Yoko Ono e Allen Klein, ex-manager dei Beatles, che fornì l'ironico parallelo tra Yesterday e Another Day.

## Formazione
- John Lennon: piano e voce
- George Harrison: chitarra slide
- Klaus Voormann: basso
- Alan White: batteria
- Ted Turner, Rod Linton e Andy Davis: chitarra acustica
- Nicky Hopkins e John Tout: tastiere

## La reazione degli altri Beatles
Mentre la chitarra slide nel brano è suonata addirittura da George Harrison, il chitarrista solista dei Beatles (che a sua volta aveva dedicato a McCartney una polemica canzone, Wah-Wah, nel suo triplo album solista All Things Must Pass), Ringo Starr, che dei Beatles era stato il batterista, visitò gli studi durante la registrazione del brano, ne fu dispiaciuto e disse: «That's enough, John» (Questo è troppo, John).
Paul McCartney a sua volta ammise che alcuni versi nella canzone Too many people (la prima del suo album Ram del 1971) erano rivolte in maniera non benevola a Lennon. Qualche anno più tardi Lennon e McCartney si riconciliarono, e How Do You Sleep? rimase l'unico attacco in forma musicale di Lennon a McCartney.
La mitologia beatlesiana vuole che McCartney scrisse come gesto di pace Dear Friend, brano incluso in Wild Life (primo album dei Wings pubblicato nel dicembre del 1971). Va precisato che Dear Friend risale alle session di Ram, dalle quali sono nati i brani alla base della disputa, ed è quindi precedente a How Do You Sleep?. Tuttavia, è altrettanto indubbiamente vero che gli attacchi di Lennon contro il suo ex partner erano stati inaugurati, molto prima dell'uscita di Imagine, dall'intervista rilasciata da John a Ian Wenner pubblicata su Rolling Stone nel Gennaio 1971, e dunque in data anteriore alla lavorazione di Ram. Pertanto Dear Friend ben potrebbe essere stata composta sull'onda del "doloroso stupore" in lui provocato dagli attacchi "verbali" di Lennon.

## Accoglienza e lascito
In una recensione contemporanea dell'album Imagine, la rivista Rolling Stone descrisse il brano come "orribile ed indifendibile" ma fece notare la sua immediatezza. A metà degli anni settanta, Lennon cercò di ritrattare parzialmente i contenuti di How Do You Sleep? dicendo di aver scritto la canzone con in mente sé stesso; nel 1980 disse: «Utilizzai il mio risentimento verso Paul... per scrivere una canzone... non una terribile e cattiva vendetta... Usai il risentimento e l'allontanamento da Paul e dai Beatles, e il rapporto con Paul stesso, per comporre How Do You Sleep. Non vado mica in giro tutto il tempo con questi pensieri in testa».
Roger Glover scrisse il riff del brano Maybe I'm a Leo, inciso dai Deep Purple nel 1971, dopo aver ascoltato How Do You Sleep?, ispirato dal fatto che il riff della canzone di Lennon non iniziasse, come nella maggior parte dei casi, sul battere.
I Magnificent Bastards, un progetto collaterale del cantante degli Stone Temple Pilots Scott Weiland, registrarono una cover della canzone nel 1995 per il tribute album Working Class Hero: A Tribute to John Lennon. Sempre nel 1995, i Replicants, inserirono una reinterpretazione del brano nel loro omonimo album di debutto.

## Curiosità
John Lennon disprezzava talmente l'album Ram di McCartney, ritenendolo troppo commerciale e poco ispirato per quel che concerneva i testi, che arrivò anche a prenderne in giro la copertina, la quale mostrava Paul che afferrava per le corna un montone ("ram" in inglese): si fece fare una foto identica mentre teneva un maiale per le orecchie, inserendola come cartolina nel suo album Imagine del 1971.